# グロテスク

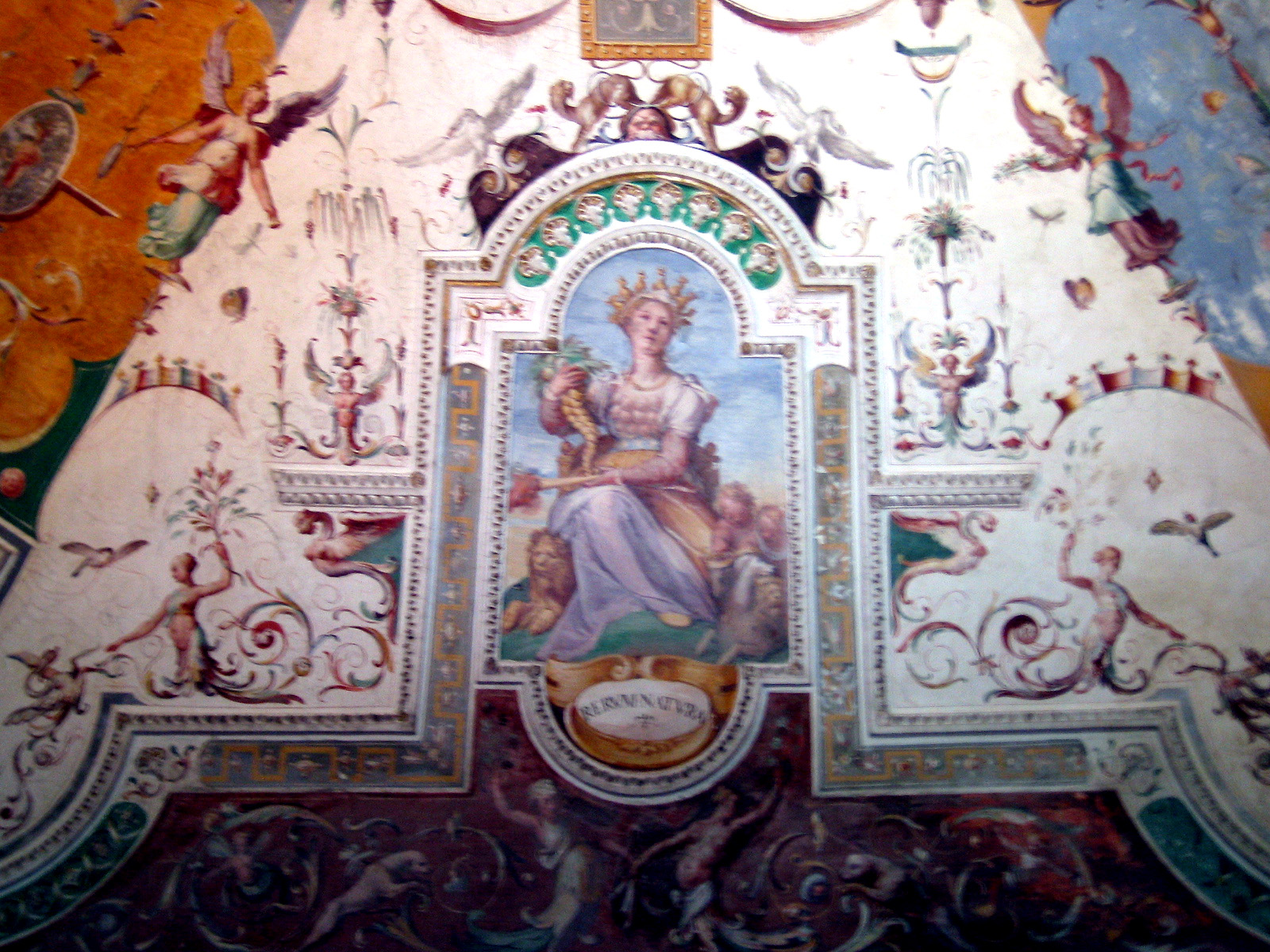
エステ荘のこのフレスコ画では母なる自然がグロテスクに取り囲まれている。

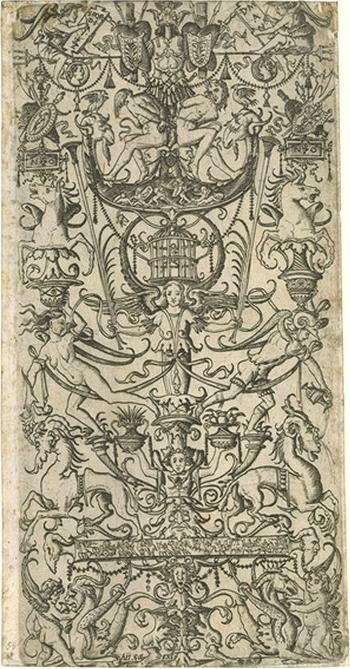
1500–1512年頃のイタリアでのグロテスクのエングレービング

グロテスク（grotesque）は、古代ローマを起源とする異様な人物や動植物などに曲線模様をあしらった美術様式。

## 概要
グロテスクの語源は、地下墓所や洞窟を意味するイタリア語"grotta"（ギリシャ語のkrypte"隠れた場所"に遡るラテン語のcrypta "地下墓所, 洞窟"に由来する）である。ここで「洞窟」というのは、西暦64年のローマ大火の後にネロが建設を開始した未完の宮殿群「ドムス・アウレア」の部屋と回廊のことを指す。これらは長い間放置されて地中に埋もれていたが、15世紀になって再発見された。
ドムス・アウレアの宮殿群は過度な装飾様式の美術品で飾られており、再発見されてから模倣されるようになった。
そこには人、動物、植物などをモチーフとした装飾壁面が施されており、自然法則や本来の大きさを無視して人から植物へ、さらには魚、動物へと連続して変化する奇妙な模様が見られた。盛期ルネサンスの16世紀に、ラファエロがその模様をバチカン宮殿回廊の内装に取り入れ、これが「地中 = 洞窟（grotto）で発見された古代美術」から「グロテスク装飾」と呼ばれるようになった。また、ラファエロが復興させたグロテスク文様を指して「ラファエレスク文様」とも呼ぶ。グロテスク装飾は、マニエリスムの時代にも多く使われた。
今日では、「グロテスク」という語は奇妙・奇怪・醜怪・不調和・不気味・奇抜なものを指す総称的な形容詞として、風変わりで歪んだ形を指して使われるようになってきている。日本語ではこの意味の場合グロ、グロいなどとも略される。

## 美術史におけるグロテスク
美術においては「グロテスク」は、花飾りと小さく幻想的な人間と動物の像とを織り交ぜたアラベスクの装飾的な配置であり、通常はある種の建築構造の周辺の対称的なパターンとして配置されるが、これは確実なものではない。このような意匠は古代ローマでフレスコ壁画や床のモザイクなどとして流行していたもので、
ウィトルウィウス（紀元前30年頃）はこれらを無意味で不合理なものであるとして退ける文脈で実に優れた描写をしている：「カールした葉を伴う葦が縦溝彫りの柱に取って代わり、渦巻飾りがペディメントの代わりとなり、枝付き燭台が神殿の彫像を支持し、その天井には人間の顔が意味もなく載った細身の脚と渦巻飾りが生えている。」
ネロのドムス・アウレアが15世紀末に偶然発見された時、1500年の間土砂に埋もれていた部屋は地下洞窟（grotto）の様相を呈しており、フレスコや繊細なスタッコによるローマの壁面装飾は一大発見であった。この装飾はラファエロ・サンティとその弟子の装飾画家たちによって紹介され、グロテスクはローマのバチカン宮殿の一連の「ラファエロの部屋」の一部を構成するロッジアで完全な装飾体系へと昇華された。この装飾は、古典主義のオーダーに慣れ親しんでいたが、古代ローマ人たちが自宅においてはしばしばそうした規則を無視してより幻想的かつ形式ばらない、軽快さと優美さに満ちた様式を採用していたとは思いもしなかった多数の芸術家たちを驚かせ魅了した。これらのグロテスク装飾では額石または枝付き燭台が中心点となりえ、枠は土台の一種として周囲の意匠の一部となる渦巻模様へと延長されていた。軽快な渦巻模様のグロテスクは、付け柱の枠の中に閉じ込められることで整理され、しっかりした構造を与えられていた。ジョヴァンニ・ダ・ウディーネは、近世ローマのヴィラで最も影響力のあったヴィラ・マダマの装飾にグロテスクのテーマを採用した。

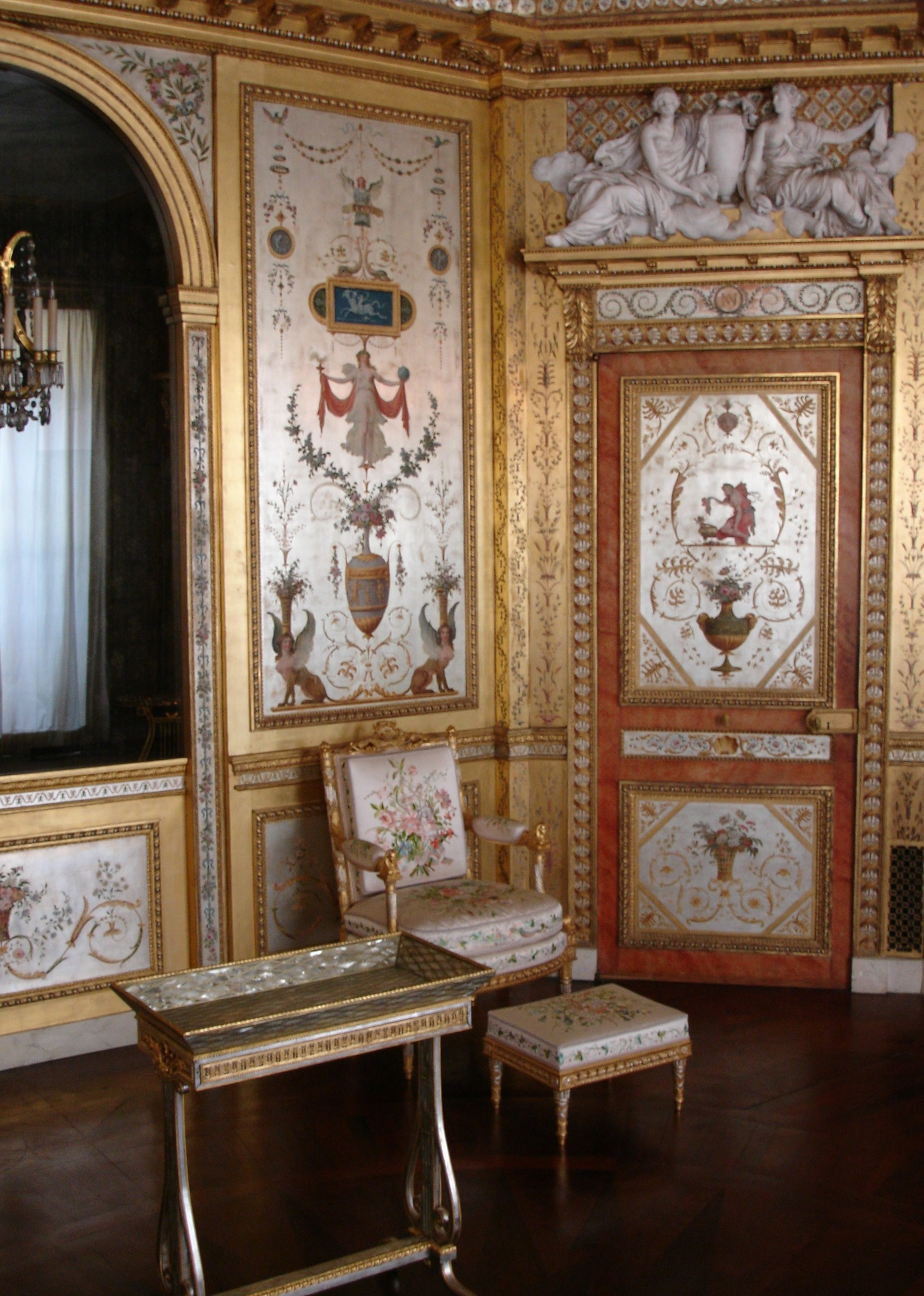
1780年代のフォンテーヌブロー宮殿における、ラファエロ的グロテスク様式のフランス新古典主義彩色装飾。

エングレービングを通じ、グロテスク様式の表面装飾はスペインからポーランドまでに至る16世紀ヨーロッパの芸術上のレパートリーとなった。後のマニエリスム、特にエングレービングでは、グロテスクは古代ローマ人やラファエロが用いていた風通しの良い充分に空間を開けた様式と比して非常に密に詰め込まれたものになる傾向があった。グロテスクはすぐに寄せ木細工に、1520年代後半からは（特にウルビーノで生産された）マヨリカ焼きに、さらには書物の挿絵やその他の各種装飾にも出現するようになった。フォンテーヌブロー宮殿では、ロッソ・フィオレンティーノとその弟子たちが、帯飾り（ストラップワーク）の装飾形式とグロテスクを組み合わせ、石膏や木の塑像での革紐の描画をグロテスクの1要素とすることによりグロテスクの語彙を豊かにした。
バロックではあまり用いられなかったが、新古典主義でグロテスクは再び息を吹き返し、ポンペイやその他のヴェスヴィオ火山周辺の遺跡で発見された古代ローマの作品からさらなる刺激を受けた。グロテスクはその後の帝政様式やヴィクトリア朝時代でもますます重厚になりながら用いられ続け、意匠は16世紀のエングレービングと同じ程に密に詰め込まれ、優美さや幻想性は失われる傾向にあった。
18世紀イギリスの建築家ロバート・アダムもグロテスク風模様を洗練させたゴシック装飾を得意とし、アダム・スタイルと呼ばれた。
時間を遡って語義が拡張され、中世の装飾写本における、余白に描かれた親指大の半人の装飾模様である「ドロルリー」もまた現代の用語ではグロテスクと呼ばれる。
現代の挿絵芸術では、「グロテスク・アート」もしくは「ファンタジー・アート」と呼ばれるジャンルにおいて、口語的な意味での「グロテスク」な図像がよく見られる。

## 文学におけるグロテスク
フィクションにおいては、共感と嫌悪感の双方を抱かせるような人物が「グロテスク」であると通常考えられている（嫌悪感のみを抱かせる人物は単なる悪者か怪物である）。身体的に奇形の、もしくは知的に遅れた人物がその明確な例であるが、身を竦めさせるような社会的特質を持つ人物もこれに含められる場合がある。読者はグロテスクな人物の肯定的な側面に興味を引かれ、その人物が暗黒的な側面を克服できるのかを見届けるべく読み進めるのである。シェイクスピアの『あらし』では、キャリバンの人物像は単なる軽蔑や嫌悪感よりもニュアンスのある反応を引き起こすものとなっている。
ヴィクトル・ユーゴーの『ノートルダムの傴僂男』は文学で最も有名なグロテスクの1つである。フランケンシュタイン博士の作り出した怪物や、『オペラ座の怪人』や『美女と野獣』の野獣もまたグロテスクと考えられている。ロマン主義的なグロテスクの例はエドガー・アラン・ポー、E.T.A.ホフマン、シュトゥルム・ウント・ドラング文学やローレンス・スターンの『トリストラム・シャンディ』などにも見出される。ロマン主義でのグロテスクは、笑いと豊饒性に満ちた中世のそれに比して遥かに陰惨なものである。
グロテスクは、少女が彼女の幻想世界で幻想的なグロテスクたちに出会うというルイス・キャロルの『不思議の国のアリス』によって新しい形を与えられた。キャロルは人物たちを、より醜悪でなく児童文学にも適しているが、しかもなお全くもって奇妙なものにすることに成功している。
アメリカ合衆国の南部ゴシックは、しばしばグロテスクと同一視されるジャンルであり、ウィリアム・フォークナーがよくその「舞台監督」として引き合いに出される。フラナリー・オコナーは「なぜ南部の作家たちが特に奇形について書くのかと問われたら常に、我々が未だにそうした人々がいるのを認めるからだと答えている」と書いている。頻繁にアンソロジーに収録されるオコナーの短篇『善人はなかなかいない』では、連続殺人魔のミスフィット（社会不適合者）は明らかに不具な精神を持ち、人命に全く頓着しないが、真実の探求に駆り立てられている。この作品でのより目立たないグロテスクは、礼儀正しく、子煩悩なおばあさんであり、彼女は自分自身の驚くべき自己中心さに気が付いていない。オコナーの作品でしばしば引用されるもう1つのグロテスクの例は短篇『聖霊の神殿』である。合衆国の小説家レイモンド・ケネディもグロテスク文学の伝統に結び付けられる作家である。
「グロテスク演劇」はイタリアで1910–1920年代に活動した反自然主義演劇の劇作家たちの一派を指し、不条理演劇の先駆者であったとしばしば見做される。

## 建築におけるグロテスク

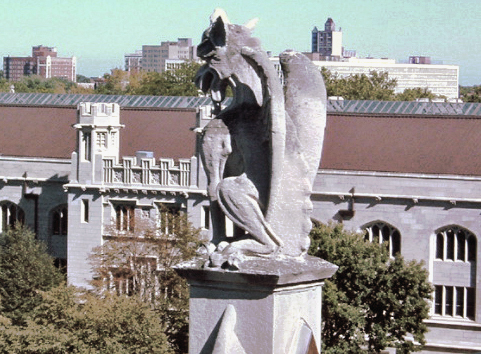
シカゴ大学のグロテスク

建築の分野では、中世ヨーロッパの教会建築の装飾に見られる奇怪な生物の彫刻をグロテスクと呼ぶ。このタイプの彫刻はまたキメラとも呼ばれる。しばしばガーゴイルと混同されるが、ガーゴイルは建物の側面から水を排出する雨樋の終端として彫られたものを指す。